# Love (show)
Love (2006) is een van de vaste shows van Cirque du Soleil.
De show Love staat geheel in het teken van de muziek van The Beatles. Oude, bekende nummers komen terug (al dan niet bewerkt) en de show bevat een aantal nieuwe nummers. Het betreffen de originele opnames van de Beatles en de show bevat zelf geen muzikanten of zangers.
Love is gemaakt in samenwerking met de overgebleven Beatles. Naast Paul McCartney, Ringo Starr en George Martin (de vijfde Beatle) zijn ook Yoko Ono, de weduwe van John Lennon en Olivia Harrison, weduwe van George Harrison nauw betrokken geweest.
Love is uitsluitend te zien in het theater van The Mirage, een hotel/casino in Las Vegas.
Oorspronkelijk zou deze show op deze locatie in 2012 stoppen en vervangen worden door een Michael Jackson show.
Echter, wegens aanhoudend succes blijft ze in productie en zal ze bij het 10-jarig bestaan in 2016 een update krijgen.